# Squint
Squint är ett kortspel uppfunnet av den engelske kortspelsspecialisten David Parlett. Det är ett sticktagningsspel och är originellt nog avsett för exakt fem spelare. 
Spelet inleds med budgivning, vilken tillgår så att spelarna visar ett kort var med önskad trumffärg. Fördelningen mellan färgerna på spelarnas visade kort avgör sedan vilket av de tre olika spelsätten som ska gälla: solo, duo eller trio, det vill säga med en, två respektive tre spelförare som spelar mot de övriga deltagarna. 
Spelet går ut på att vinna stick; i spelsättet solo alternativt att inte ta några stick alls.